# Calliopsis anomoptera
Calliopsis anomoptera là một loài Hymenoptera trong họ Andrenidae. Loài này được Michener mô tả khoa học năm 1942.